# 신데렐라 이야기
신데렐라 이야기는 샤를 페로와 그림 형제의 동화를 바탕으로 한 TV 애니메이션 시리즈이다. 그것은 타츠노코 프로덕션과 몬도 TV가 제작했다. 1996년 4월 4일부터 1996년 10월 3일까지 총 26화로 방영되었다. 
대한민국에서는 1996년 9월 12일부터 1996년 10월 24일까지 KBS에서 방영되었다.

## 주제가
- 오프닝과 엔딩: 신데렐라 주제가.

## 방영 에피소드
1. 나는 화려한 숙녀가 되고 싶어
2. 내 꿈에서의 꽃
3. 신비한 왕자
4. 말
5. 꿈의 무도회
6. 포도원의 신비
7. 거짓 점쟁이
8. 미소의 마법
9. 그 왕자에게 이상한 것
10. 슬픈 바이올리니스트
11. 환상적인 사랑 이야기
12. 만나서 반가워요, 왕자님
13. 사랑의 길... 이사벨이 도망가다
14. 찰스 왕자의 비밀
15. 2명의 찰스
16. 왕자와 집안일
17. 작은 마음의 친절
18. 방해하는 화가
19. 도둑을 물리치자
20. 행복을 향한 여행
21. 어머니의 기억
22. 신데렐라는 위기에 처해있어
23. 왕자를 물리치다
24. 무도회장으로의 초대
25. 행복의 구두
26. 행복한 결혼